# Chahbounia (distrito)
Chahbounia é um distrito localizado na província de Médéa, Argélia, e cuja capital é a cidade de mesmo nome. A população total do distrito era de 39 429 habitantes, em 2008.[carece de fontes?]

## Comunas
O distrito está dividido em três comunas:
- Chahbounia
- Boughezoul
- Bou Aiche